# Едмунд Волш
Едмунд Волш (англ. Walch; 10 жовтня 1885 — 31 жовтня 1956) — католицький священик, чернець ордену єзуїтів, професор (з 1918) католицького університету у Джорджтауні (США), керівник Папської місії допомоги голодуючим у Росії, яка у серпні 1922 — червні 1924 щоденно забезпечувала обідами та пайками в цілому 150—160 тис. осіб, насамперед дітей, у тому числі у Криму, де працювала філія місії. Обсяги та інтенсивність надання допомоги Волш тісно пов'язував з пом'якшенням атеїстичної політики радянського керівництва. Як неофіційний представник Ватикану в РСФРР, згодом у СРСР захищав інтереси католицької церкви на радянських теренах, зокрема, всебічно допомагав римо-католицькому духовенству України. Повернувшись до США, виступав проти дипломатичного визнання СРСР з огляду на антирелігійну практику радянської держави.
Помер у США.